# Seznam latvijskih pesnikov
Seznam latvijskih pesnikov.

## A
- Eriks Ādamsons
- Amanda Aizpuriete (1956–2023)
- Juris Alunāns
- Aspazija

## B
- Ingmāra Balode
- Vizma Belševica
- Uldis Bērziņš
- Anna Brigadere

## Č
- Aleksandrs Čaks

## E
- Roberts Eidemanis
- Klāvs Elsbergs

## I
- Indrikis Slepi

## K
- Nikolajs Kalnin
- Juris Kronbergs
- Hugo Teodors Krūmiņš
- Marta Krūmiņa-Vitrupe (1908-2010)

## M
- Jānis Medenis
- Eduardas Mieželaitis

## P
- Jānis Poruks
- Andrejs Pumpurs

## R
- Rainis (Janis Pliekšans)
- Dzidra Rinkule-Zemzare

## S
- Gunārs Saliņš
- Kārlis Skalbe
- Knuts Skujenieks

## U
- Andrejs Upīts

## V
- Ojārs Vācietis

## Z
- Imants Ziedonis